# Patricia Churchlandová
Patricia Smith Churchlandová (* 16. červenec 1943) je kanadská filozofka, představitelka analytické filozofie a tzv. neurofilozofie stojící na rozhraní neurovědy a filozofie. Je emeritní profesorkou na University of California v San Diegu. Jejím manželem je filozof Paul Churchland, s nímž sdílí řadu východisek a jsou někdy vnímáni jako dvojice myslitelů – roku 1998 vydali i společnou práci On the Contrary. V oblasti filozofie mysli je řazena k tzv. eliminativnímu materialismu (či eliminativismu), který odmítá přisoudit fakticitu těm psychickým stavům, které nelze spojit s odpovídajícími a měřitelnými jevy na neurologické úrovni (přání, vědomí apod.).